# Opper-Katanga
Opper-Katanga (Frans: Haut-Katanga) is een provincie van de Democratische Republiek Congo, gelegen in het zuidoosten van het land. Het gebied meet ruim 132.000 vierkante kilometer en had anno 2005 naar schatting een kleine vier miljoen inwoners. De provinciehoofdstad van Opper-Katanga is Lubumbashi, de op een na grootste stad van Congo.

## Geschiedenis

### Yeke
Het koninkrijk Yeke werd opgericht door het Garanganze-volk in Katanga, en was onder het bewind van één koning, Msiri, actief van ongeveer 1856 tot 1891. Hoewel kort van duur, bereikte het koninkrijk een opmerkelijke status als een van de machtigste staten in Zuid-Centraal-Afrika, waarbij het een gebied van ongeveer een half miljoen vierkante kilometer beheerste, waaronder cruciale handelsroutes van oost naar west over het continent, aangezien andere routes werden geblokkeerd door de Kalahari-woestijn in het zuiden en het regenwoud in het noorden. Msiri verwierf deze controle door middel van het exploiteren van natuurlijke hulpbronnen, met name koper, evenals door de handel in slaven en ivoor in ruil voor wapens en munitie. Bovendien bouwde het koninkrijk sterke allianties op, onder meer met Portugese-Angolezen in Benguela, Tippo Tip in het noorden, Nyamwezi- en de Arabo-Swahili-handelaren in het oosten, en indirect met de sultan van Zanzibar, die over de handelaren aan de oostkust heerste.

### Onafhankelijke Congostaat
Katanga was van 1891 tot 1908 een provincie binnen de Onafhankelijke Congostaat. Het Comité Spécial du Katanga, opgericht in 1900 als een samenwerking tussen de Onafhankelijke Congostaat en de Compagnie du Katanga, fungeerde als het bestuursorgaan van de regio. Hierdoor verkreeg Katanga een quasi-autonome status. Na de oprichting van Belgisch-Congo in 1908 werden deze autonome bevoegdheden ingetrokken en vervolgens in 1910 overgedragen aan de provinciale gouverneurs.

### Belgische overheersing
Eens onder Belgische controle werden de mijnen van Katanga nog veel zwaarder geëxploiteerd. Zo ontwikkelde deze provincie veel verder dan de rest van het land. Het bedrijf dat de mijn uitbaatte (de Union Minière du Haut-Katanga) had huurlingen en bewakers (de beruchte Katangese gendarmes) in dienst die de plaatselijke bevolking moesten bedwingen en het transport van mijnproducten naar de rest van het land veilig te laten verlopen. Ook hiertegen kwamen de Luba in opstand, dikwijls met de dood tot gevolg.

#### Manhattanproject
In 1915 werd bij Shinkolobwe een enorme voorraad pekblende en andere uraniummineralen ontdekt, van een kwaliteit die nog nooit eerder elders ter wereld was aangetroffen en die sindsdien ongeëvenaard is gebleven. De Union Minière du Haut-Katanga hield deze ontdekking echter geheim. Pas na het einde van de Eerste Wereldoorlog werd in Olen een fabriek gebouwd en werd het geheim opgeheven met de aankondiging van de productie van het eerste gram radium uit de pekblende in 1922. Tegen het begin van de Tweede Wereldoorlog hadden de mijnbouwbedrijven zoveel macht verworven dat ze als een soort staat binnen Belgische Congo functioneerden. De Shinkolobwe-mijn bij Jadotstad speelde een centrale rol in het Manhattanproject.

### Katangese secessie
Katanga was tussen 1960 en 1963 een onafhankelijke staat, na een secessie van de Republiek Congo. De president in deze korte periode was Moïse Tshombe, van de CONAKAT-partij. Hij riep op 11 juli 1960 de onafhankelijkheid van de rijke mijnprovincie uit. Nadien werd het land opnieuw een provincie van Congo. In deze korte periode werd de premier van Congo, Patrice Lumumba, vermoord in Katanga.

### Shaba
In een poging om een Congolese nationale identiteit te bevorderen en afstand te nemen van koloniale invloeden, hernoemde de Zaïrese president Mobutu op 1 juni 1972 de provincie Katanga naar Shaba als onderdeel van zijn 'authenticité'-beleid. De naamswijziging werd gezien als een stap om de provincie een meer Congolese identiteit te geven en de Belgische invloed te verminderen.

#### Opstand in Shaba
In 1977 en 1978 lanceerde het Congolese Nationale Bevrijdingsfront (FNLC) invasies in de provincie Shaba van Zaïre vanuit Angola, met als doel het omverwerpen van het regime van Mobutu. De eerste invasie in 1977 zag de FNLC oprukken tot Franse interventie hen terugdreef. Mobutu beschuldigde MPLA, Cuba en de Sovjet-Unie van betrokkenheid, wat leidde tot toenemende banden met Frankrijk. Het ontslag van John Stockwell bij de CIA benadrukte Amerikaanse terughoudendheid om Mobutu te steunen. In 1978 veroverde een tweede invasie Kolwezi, wat leidde tot Amerikaanse, Franse en Belgische samenwerking om de FNLC terug te dringen. Dit leidde tot een vredesakkoord in 1979, waarbij de steun voor opstanden in beide landen werd beëindigd.

### Eerste Congolese Burgeroorlog
De Eerste Congolese Burgeroorlog was een belangrijk keerpunt in de geschiedenis van het land. Deze conflictperiode, gekenmerkt door gewapende opstanden en buitenlandse interventies, leidde uiteindelijk tot de val van president Mobutu Sese Seko, die decennialang aan de macht was geweest. Rebellenleider Laurent-Désiré Kabila, zelf afkomstig uit Katanga leidde een coalitie van rebellen en buitenlandse troepen tegen Mobutu's regime. De oorlog culmineerde in de verovering van Kinshasa door de rebellen in mei 1997, waarna Mobutu gedwongen werd af te treden en in ballingschap te gaan. Kabila werd de nieuwe president van Congo en de naam van de provincie Shaba werd later dat jaar opnieuw veranderd in Katanga als onderdeel van politieke en symbolische veranderingen die het tijdperk van Mobutu wilden overstijgen.

### Opdeling van Katanga
In de grondwet van 2005 was een bestuurlijke herindeling voorzien, waarbij Congo zou worden ingedeeld in 26 provincies. Alsdan zou het district Opper-Katanga een afzonderlijke provincie worden. De geplande datum was februari 2009, een datum die ruim werd overschreden. De provinciale herindeling ging uiteindelijk pas in juni 2015 in.

## Vergelijking tussen de historische en de hedendaagse provincie
| Belgisch-Congo  | Belgisch-Congo | Belgisch-Congo | Belgisch-Congo | Republiek Congo           | Republiek Congo          | Republiek Zaïre          | Republiek Zaïre | Democratische Republiek Congo | Democratische Republiek Congo |
| 1908            | 1919           | 1932           | 1947           | 1963                      | 1966                     | 1971                     | 1988            | 1997                          | 2015                          |
| 22 districten   | 4 provincies   | 6 provincies   | 6 provincies   | 21 provincies + hoofdstad | 8 provincies + hoofdstad | 8 provincies + hoofdstad | 11 provincies   | 11 provincies                 | 26 provincies                 |
| --------------- | -------------- | -------------- | -------------- | ------------------------- | ------------------------ | ------------------------ | --------------- | ----------------------------- | ----------------------------- |
| Tanganika-Moero | Katanga        | Elisabethstad  | Katanga        | Noord-Katanga             | Katanga                  | Shaba                    | Shaba           | Katanga                       | Tanganyika                    |
| Tanganika-Moero | Katanga        | Elisabethstad  | Katanga        | Noord-Katanga             | Katanga                  | Shaba                    | Shaba           | Katanga                       | Opper-Lomami                  |
| Lulua           | Katanga        | Elisabethstad  | Katanga        | Lualaba                   | Katanga                  | Shaba                    | Shaba           | Katanga                       | Lualaba                       |
| Opper-Luapula   | Katanga        | Elisabethstad  | Katanga        | Oost-Katanga              | Katanga                  | Shaba                    | Shaba           | Katanga                       | Opper-Katanga                 |
| Lomami          | Katanga        | Lusambo        | Kasaï          | Lomami                    | Oost-Kasaï               | Oost-Kasaï               | Oost-Kasaï      | Oost-Kasaï                    | Lomami                        |

## Grenzen
De provincie grenst aan vijf provincies van buurland Zambia:
- Northern in het uiterste noordoosten
- Luapula in het noordoosten
- Central in het zuidoosten
- Copperbelt in het zuidwesten
- North-Western in het zuiden.

Verder grenst Opper-Katanga aan drie binnenlandse provincies:
- Lualaba in het westen.
- Opper-Lomami in het noordwesten.
- Tanganyika in het noorden.

* = een stadsprovincie